# Bilin

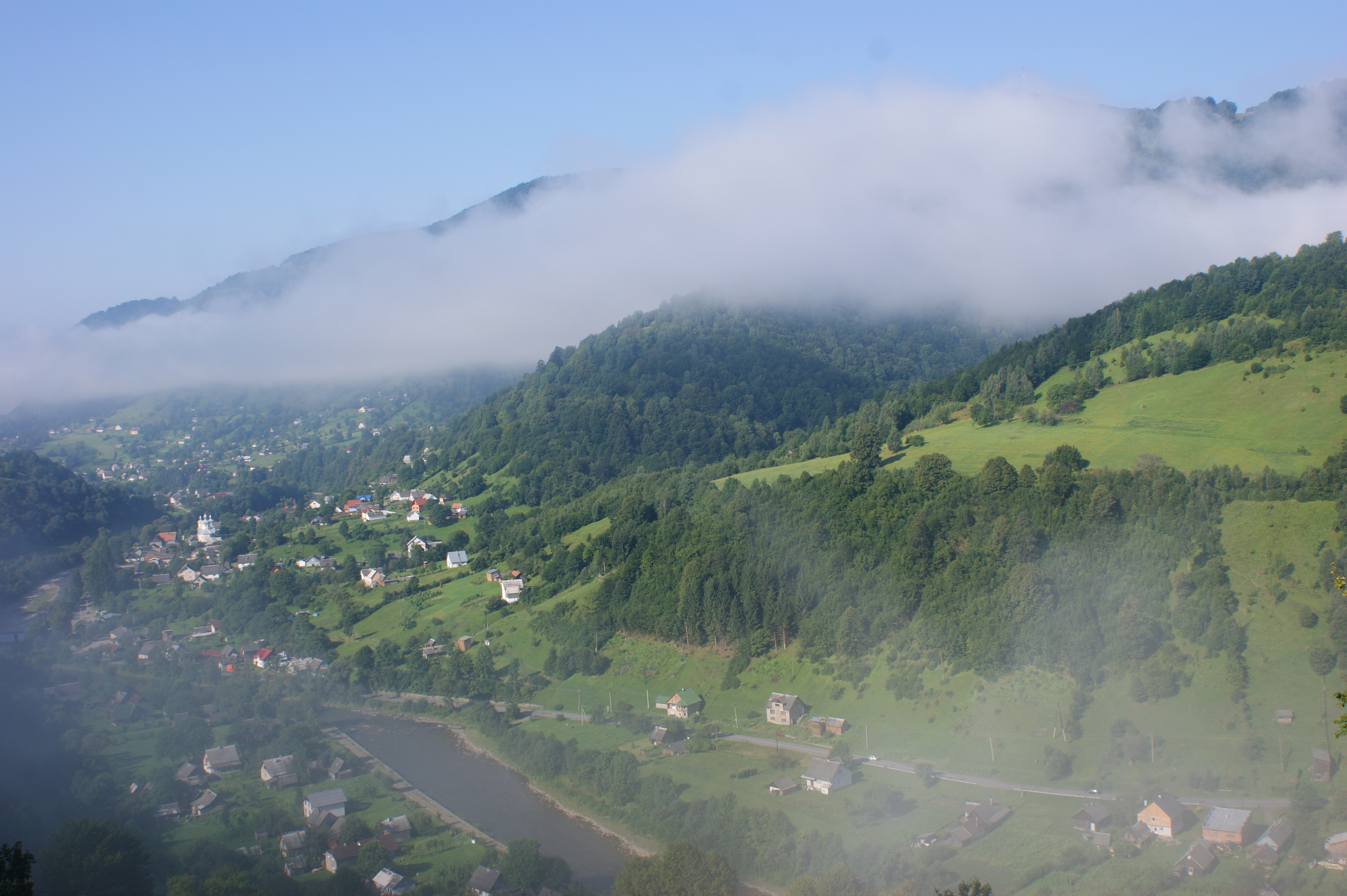
Bilin vanuit de bergen

Bilin (Oekraiens:  Білин) is een dorp in de gemeente Rachiv, in het gelijknamige rajon in het Oblast Transkarpatië. Het dorp is gelegen op 7 kilometer ten noordoosten van de stad Rachiv. De plaats heeft 1.746 inwoners.
Het dorp ligt in de vallei van de rivier de Zwarte Tisza, een rivier die uitmondt in de hoofdrivier de Tisza.